# Fonte monoespaçada
Uma fonte monoespaçada, também chamada de passo-fixo ou não proporcional, é uma fonte tipográfica cujas letras e caracteres ocupam o mesmo espaço horizontal. Isto contrasta com as fontes de largura variável, onde as letras diferem em tamanho de uma para a outra.
As primeiras fontes monoespaçadas foram criadas para máquinas de escrever, podendo apenas se mover a mesma distância para cada letra tipada. Isto também significa que as fontes monoespaçadas não precisam ser formatadas como fontes de largura variável, sendo, provavelmente, mais fácil de lidar.

## Exemplo da fonte monoespaçada Lucida Sans Typewriter
O parágrafo seguinte está escrito na fonte monoespaçada Lucida Sans Typewriter, caso esteja instalada no seu computador, senão é utilizada o tipo de letra Courier.

Design é um termo da língua inglesa que se refere a um determinado esforço criativo, seja bidimensional ou tridimensional, segundo o qual se projetam objetos ou meios de comunicação diversos para o uso humano. Por este fato, ela pode ser traduzida como "desenho", mas não se refere diretamente ao ato de desenhar. Devido à dificuldade de tradução, costuma-se adotar nos países de língua portuguesa a palavra original, de forma que o profissional que trabalha na área de design é chamado designer.

ABCDEFGHIJKLMNOPQRSTUVWXYZ

abcdefghijklmnopqrstuvwxyz

1234567890

Exemplos de caracteres

IPA: /ɪgˈzɑːmpəl əv aɪpiːˈeɪ tɹɑːnˈskɹɪpʃən/.

Caracteres árabes: العربية.

Caracteres hebraicos: עברית.

Caracteres cirílicos: Кирилица.

Caracteres gregos: Ελληνικά.

## Exemplos
- Consolas
- Courier
- DejaVu Sans Mono
- FreeMono
- OCR A
- Lucida Sans Typewriter
- Bitstream Vera